# Хан моласы

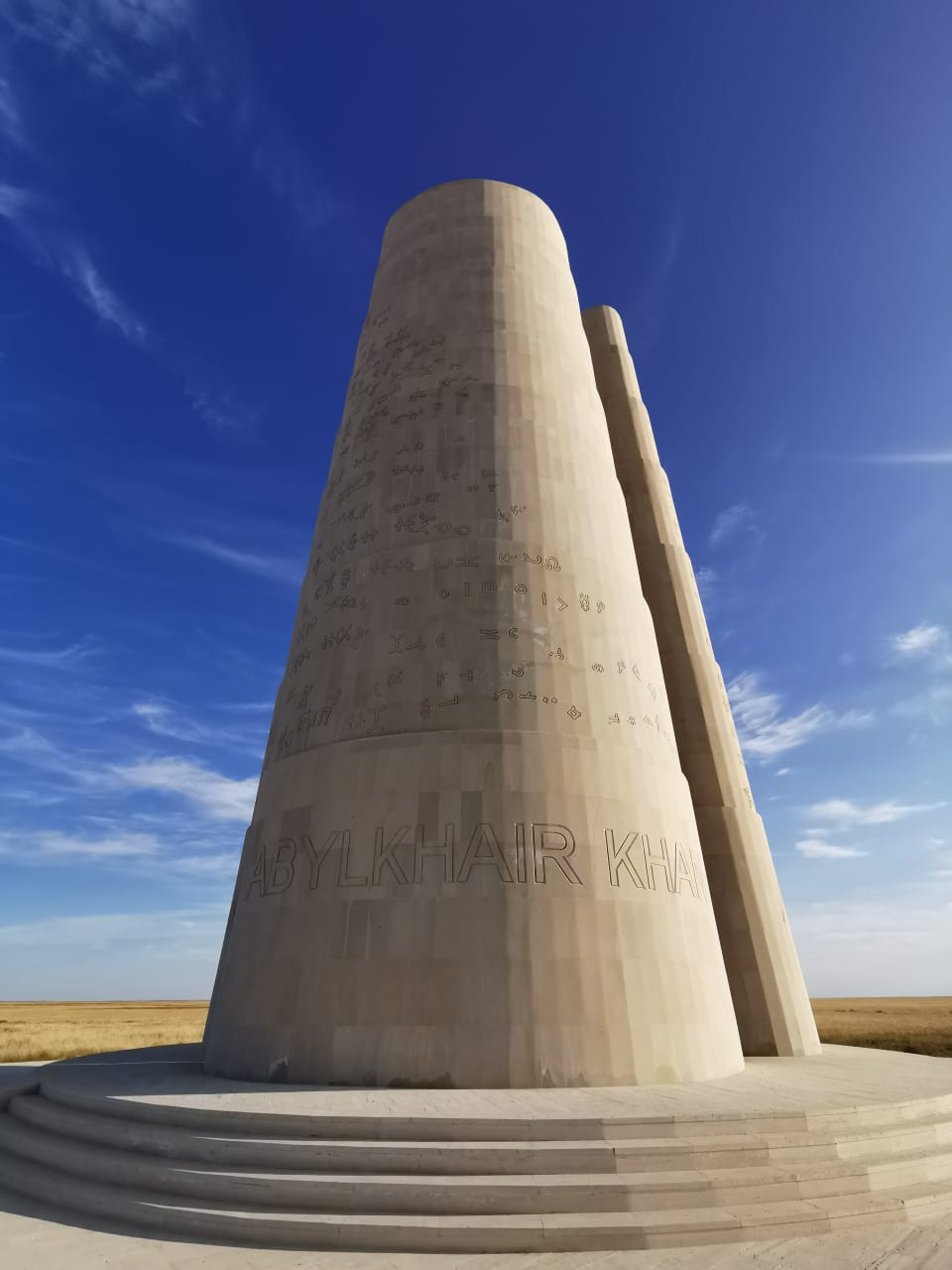
Хан моласы

Хан моласы — мемориальный комплекс на территории Айтекебийского района Актюбинской области, в 4-х километрах к западу от места слияния рек Улькаяк и Кабырга. Связан с именем правителя Младшего жуза Абулхаира хана, погибшего именно в этом месте в августе 1748 году в неравной битве с Барак-султаном.

## История
Формирование некрополя связано с событиями XVIII века, когда произошло убийство Абулхаир хана. На месте убийства он и был захоронен в 1748 году. Сказано о том, что хан завещал его никуда не возить после смерти, а похоронить сразу же. Потомки завещание хана исполнили. В 1749 году вокруг захоронения были посажены 11 саженцев белой ивы. Из этих саженцев смогло выжить в суровом климате степи только одно дерево, которое, по преданию, находилось у самих ног усопшего хана. Затем родственники хана обсуждали возможность строительства капитального строения на месте захоронения с российскими властями, но получили от них отказ. В итоге был построен мавзолей из сырцовых кирпичей по старым технологиям. К концу XIX века строение развалилось, но осталось большое дерево, которое стало существенно выделяться в степи. Дерево росло до середины XX века, затем остался пень, из которого росли новые деревья. После сильных пожаров все деревья сгорели.
Место комплекса было исследовано и описано в XVIII-XIX веках различными русскими путешественниками. Капитан Николай Рычков в 1771 году достаточно подробно описал место захоронения: 
небольшой четырехугольный мавзолей, построенный из сырцового кирпича, с восточной стороны которого росло ветвистое дерево, а напротив здания располагалась каменная ограда для жертвоприношений».
Со временем вокруг комплекса сформировалось степное кладбище. Захоронения на нем шли до 20 века. Затем могила становится местом паломничества.

## Современное состояние
С 1998 года на мемориальный комплекс были организованы археологические экспедиции, так как учёные хотели доподлинно выяснить, действительно ли Абулхаир-хан был захоронен в этом месте.